# Жерар Клайн
Жерар Клайн (на френски: Gérard Klein) е френски литературен критик, редактор и писател на произведения в жанра научна фантастика. Писал е под псевдонима Жил д’Аржир (на френски: Gilles d'Argyre), Марк Стар (Mark Starr), и съвместния псевдоним Франсоа Пажери (на френски: François Pagery).

## Биография и творчество
Роден е в Ньой сюр Сен, Франция на 27 май 1937 г. Баща му работи към Централната банка на Франция.
Завършва социална психология в Института по психология на Сорбоната и икономика в Института за политически науки в Париж. След дипломирането си е мобилизиран 2 години в армията по време на войната в Алжир.
В периода 1963-1979 г. работи в университетското издателство „Sedes“ към отдела за икономически изследвания на парични депозити и консигнации, основно по темите за икономиката на градското планиране и оптимизация. В периода 1980-1987 г. е икономически съветник по парични депозити към „Foresight“. От 1969 г. е и редактор към издателство „Робер Лафон“ за научнофантастични антологии, като в периода 1974-1985 г. участва в съставянето на „Голямата антология на научната фантастика“. Пише предговори за много книги от жанра.
Първите си разкази публикува в списанията „Galaxie“ и „Fiction“ от 1955 г. През 1958 г. е издаден първия му роман „Embûches dans l'Espace“ (Космически клопки) с Ричард Чоме и Патрик Ронар, и самостоятелният му „Le Gambit des Étoiles“ (Звезден гамбит).

## Произведения

### Като Франсоа Пажери

#### Самостоятелни романи
- Embûches dans l'Espace (1958) – с Ричард Чоме и Патрик Ронар (под общ псевдоним)

### Като Жерар Клайн

#### Самостоятелни романи
- Le Gambit des Étoiles (1958)
- Agent Galactique (1958) – сериен роман, като Марк Стар
- Le Temps n'a pas d'Odeur (1963)
- Les Seigneurs de la Guerre (1971)

#### Сборници
- Les Perles du Temps (1958) – новели
- Un Chant de Pierre (1966) – разкази
- La Loi du Talion (1973) – разкази
- Histoires comme si... (1975)
- Le livre d'or de la Science-Fiction: Gérard Klein (1979)
- Mémoire vive, mémoire morte (1996, 2007)

#### Документалистика
- L'épargne des ménages (1970) – с Луи Фортран
- Science-Fiction et psychanalyse: L'imaginaire social de la S.F. (1986) – с Марсел Таон и Жак Жоамар и Тоби Натан и Еднит Бернабеу

### Като Жил д’Аржир

#### Самостоятелни романи
- Les Tueurs de Temps (1965)
- Le Sceptre du Hasard (1968)

#### Серия „Предчувствие“ (Anticipation/ La Saga d'Argyre)
1. Chirurgiens d'une Planète (1960) – издаден и като „Le Rêve des Forêts“ (1987)
2. Les Voiliers du Soleil (1961)
Платноходи на слънцето, изд. „Роял 77“ (1991), прев. Костанца Каназирска-Ангелова
3. Le Long Voyage (1964)